# Diadegma salicis
Diadegma salicis är en stekelart som beskrevs av Horstmann 1973. Diadegma salicis ingår i släktet Diadegma och familjen brokparasitsteklar. Inga underarter finns listade i Catalogue of Life.